# Катарсис
Ка́та́рсис (др.-греч. κάθαρσις — «возвышение, очищение, оздоровление») — процесс высвобождения эмоций, разрешения внутренних конфликтов и нравственного возвышения, возникающий в ходе самовыражения (в том числе через искусство) или сопереживания при восприятии произведений искусства.
1. Понятие в античной философии; термин для обозначения процесса и результата облегчающего, очищающего и облагораживающего воздействия на человека различных факторов.
2. Понятие в древнегреческой эстетике, характеризующее эстетическое воздействие искусства на человека. Термин «катарсис» употреблялся многозначно; в религиозном значении (очищение духа посредством душевных переживаний), этическом (возвышение человеческого разума, облагораживание его чувств), физиологическом (облегчение после сильного чувственного напряжения), медицинском.
3. Термин, применявшийся Аристотелем в учении о трагедии. По Аристотелю, трагедия, вызывая сострадание и страх, заставляет зрителя сопереживать, тем самым очищая его душу, возвышая и воспитывая его.
4. В современной психологии (в частности, в психоанализе, психодраме, телесно-ориентированной терапии, символдраме) катарсис понимают как индивидуальный или групповой процесс высвобождения психической энергии, эмоциональной разрядки, способствующей уменьшению или снятию тревоги, конфликта, фрустрации посредством их вербализации или телесной экспрессии, ведущих к лечебному эффекту и лучшему пониманию себя[2][3].

## История понятия
В философской литературе понятие катарсиса имеет более полутора тысяч различных толкований. Традиционно трактуется как категория древнегреческой философии и эстетики, обозначающая сущность и эффект эстетического переживания, связанного с очищением души [от аффектов].
Понятие катарсиса впервые использовалось в древнегреческой культуре для характеристики некоторых элементов мистерий и религиозных праздников (первый исторический источник о нем, согласно А. Ф. Лосеву - «Горгий»). В греческом религиозном врачевании катарсис — освобождение тела от какой-либо вредной материи, души — от «скверны» и болезненных аффектов.
Было унаследовано древнегреческой философией и употреблялось в ней в различных значениях (магическом, мистериальном, религиозном, физиологическом, медицинском, этическом, философском и др.). Представления о катарсисе были перенесены из религиозно-медицинской сферы в область теории искусств ещё до Аристотеля. Гераклит, по свидетельству стоиков, говорил об очищении огнём. В традиционном понимании термин восходит к древнему пифагорейству, которое рекомендовало музыку для очищения души. Пифагорейское учение о катарсисе оказало влияние на Платона и Аристотеля. Платон выдвинул учение о катарсисе как об освобождении души от тела (вар. — очищение духа от тела), от страстей или от наслаждений.

## Катарсис у Аристотеля
Аристотель отмечал воспитательное и очистительное значение музыки, благодаря которой люди получают облегчение и очищаются от аффектов, переживая при этом «безвредную радость». 
По учению Аристотеля, трагедия «при помощи сострадания и страха производит катарсис подобных (то есть сострадания, страха и родственных им) аффектов» («Поэтика», VI). Истолкование этих слов представляет значительные трудности, так как Аристотель не объясняет, как он понимает это «очищение», а греческое выражение «катарсис аффектов» (κάθαρσις τῶν παθημάτων) имеет двоякий смысл и может обозначать: 1) очищение аффектов от какой-либо скверны; 2) очищение души от аффектов, [временное] освобождение от них.
Однако системный анализ применения термина «катарсис [души]» (κάθαρσις [τῆς ψυχῆς]) у Аристотеля и других античных теоретиков убеждает в том, что катарсис следует понимать не в этическом смысле, как нравственное очищение [от] аффектов (Лессинг и др.), а в вышеупомянутом медицинском (Бернайс и др.). Все люди подвержены ослабляющим аффектам, и, согласно учению Аристотеля, одной из задач искусства является безболезненное возбуждение этих аффектов, приводящее к катарсису, то есть к разряжению, в результате которого аффекты [на время] оказываются как бы удаленными из души.
Трагедия, возбуждая в зрителе сострадание и страх, производит разряжение этих аффектов, направляя их при этом по безвредному руслу эстетической эмоции, и создает чувство облегчения, подобно тому как в греческом религиозном врачевании энтузиастические (кликушеские) состояния излечивались посредством исполнения перед больными энтузиастических мелодий, которые вызывали повышение аффекта и последующий катарсис в его области.
По некоторому утверждению, связь понятия катарсиса с трагедией у Аристотеля является частью его определения трагедии, вызывающей наибольшее количество споров.

## Толкования Нового времени
Новый импульс в своём развитии идея аристотелевского катарсиса получила в эпоху Возрождения. Идея воспитательного воздействия трагедии развивалась как средство очищения страстей человека. В то же время получило развитие так называемое гедонистическое понимание катарсиса, то есть восприятие высшего эстетического переживания непосредственно ради удовольствия.
Позже Г. Лессинг истолковывал понятие катарсиса этически, немецкие учёные XIX в. Я. Бернайс — по образцу медицинского очищения (то есть облегчения), Э. Целлер — чисто эстетически и т. д., тем самым продолжая полемику о толковании аристотелевского катарсиса либо как просто устранения каких-либо аффектов, либо как их гармонизации.
В. Шадевальдт толковал понятие катарсиса как потрясение, а А. Ничев — как освобождение от ложных мнений.
С конца XIX века понятие катарсиса получило значительное распространение в психологии и психотерапии. В решающей мере это было обусловлено использованием его в теории и психотерапевтической практике И. Брейера и З. Фрейда. Суть метода заключается во введении пациента в гипнотическое состояние, в котором возможно получение информации о патологических воспоминаниях и различных травмирующих переживаниях. В результате реакции пациента на возникшие воспоминания происходит освобождение от патогенных эффектов, а также возможно устранение истерических симптомов. В учении Фрейда термин «катарсис» употреблялся для обозначения одного из методов психотерапии (а именно отреагирования), приводящего к очищению психики от глубинных конфликтов и к облегчению страданий пациентов. Ряд современных психотерапевтических методик и приёмов ориентированы на достижение катарсиса.

## Влияние на культуру
- В 1981 году кинодраматург Владимир Карев в сценарии «Катарсис» впервые в русской и мировой литературе показал связь катарсиса в театральной драматургии русского классицизма с катарсисом в повседневной жизни просвещённых современников XVIII века[7].
- В модификации The Fire Rises на игру Hearts of Iron IV Катарсис представлен как восстание в Европе при правлении Клауса Шваба[8].